# N,N,N-Trimetyloglicyna
N,N,N-Trimetyloglicyna, TMG, betaina, (CH
3)
3N+
CH
2CO−
2 – organiczny związek chemiczny z grupy betain, pochodna aminokwasu glicyny. Wykryta została po raz pierwszy w burakach cukrowych Beta vulgaris w XIX w. (stąd nazwa betaina). Z czasem określenie betainy rozszerzyło swoje znaczenie na całą klasę związków tego typu, a samą trimetyloglicynę wyróżnia się nazwą betaina glicynowa. Jest produktem ubocznym przemysłu cukrowniczego. Izoluje się ją za pomocą krystalizacji w formie chlorowodorku.

## Struktura i reakcje
Trimetyloglicyna jest czwartorzędową solą amoniową występującą jako jon obojnaczy (zwitterjon), czyli związek posiadający jednocześnie fragment anionowy oraz kationowy, w szerokim zakresie pH. Mocne kwasy (np. HCl, HNO
3, H
2SO
4, HBF
4) przekształcają TMG w odpowiednie sole, np. reakcja z HCl daje chlorowodorek betainy:
(CH
3)
3N+
CH
2CO−
2 + HCl → [(CH
3)
3N+
CH
2COOH]Cl−

Stała dysocjacji formy sprotonowanej (CH
3)
3N+
CH
2COOH, wynosi 0,02 (pKa = 1,68).

## Otrzymywanie
Betainę otrzymuje się z produktów spożywczych w formie właściwej betainy lub pokrewnego związku, choliny ([HOCH
2CH
2N+
(CH
3)
3]X−
). Szczególnie wysoką zawartość betainy bądź choliny mają pszenica, szpinak, buraki cukrowe, a także skorupiaki.

## Fizjologia
Betaina ma trzy poznane funkcje fizjologiczne u ssaków:
- Jest organicznym osmolitem akumulującym się w komórkach nerkowych dla zbalansowania hipertoniczności zewnątrzkomórkowej.
- Działa jako szaperon stabilizujący strukturę białek w warunkach denaturujących.
- Służy jako donor grup metylowych podczas syntezy metioniny z homocysteiny, sama przekształcając się przy tym w dimetyloglicynę[5].

Cholina jest przekształcana w betainę w wątrobie i nerkach w dwuetapowym procesie enzymatycznym. W pierwszym etapie reszta alkoholowa choliny utleniana jest do aldehydu przez mitochondrialną oksydazę cholinową (dehydrogenazę cholinową, EC 1.1.99.1). Aldehyd betainowy utleniany jest następnie do betainy w mitochondriach lub cytoplazmie przez dehydrogenazę aldehydu betainowego (EC 1.1.1.8).

## Zastosowania

### Medycyna
Betaina stosowana jest w leczeniu wysokiego poziomu homocysteiny (hiperhomocysteinemii). Chlorowodorek betainy stosowany jest jako środek wspomagający trawienie, szczególnie skuteczny u osób z niedostatecznym wytwarzaniem kwasu solnego w żołądku.

### Hodowla zwierząt
W kombinacji z lizyną zużywana jest w ilościach tonowych jako dodatek do paszy zwierząt rzeźnych, przyspieszający przyrost masy mięśni. W hodowlach łososi stosowana jest jako środek obniżający ciśnienie osmotyczne komórek podczas przenoszenia zwierząt z wody słodkiej do słonej.

### Biologia molekularna
Betaina stosowana jest jako związek wspomagający w reakcji łańcuchowej polimerazy (PCR) i innych reakcjach opartych na polimeryzacji DNA, np. sekwencjonowaniu DNA. Jest to związek izostabilizujący, wyrównujący temperatury topnienia DNA wynikające z różnej trwałości par GC i AT.

### Suplementacja sportowa
Betaina jest wykorzystywana jako suplement zapobiegający odwodnieniu podczas długich treningów. Stosuje się ją w sportach wytrzymałościowych i siłowych, jako komponent odżywek przedtreningowych[niewiarygodne źródło?].